# Bahnhof Holzwickede
Der Bahnhof Holzwickede befindet sich im Norden von Holzwickede in der Nähe des Dortmunder Flughafens und ist der einzige Bahnhof in Holzwickede. Er ist ein Inselbahnhof, auf einer Seite fahren die Züge Richtung Hagen und Unna, auf der anderen Seite die Züge von Dortmund nach Unna. Auf der Dortmunder Seite existieren ein Außenbahnsteig sowie Güter- und Durchfahrgleise, auf der Hagener Seite ein Außenbahnsteig und ein Mittelbahnsteig sowie ein Durchfahrgleis.
Vom Bahnhof Holzwickede besteht mit dem AirportShuttle eine direkte Busverbindung zum Flughafen Dortmund.

## Geschichte
Etwa fünf Jahre nach Inbetriebnahme der Strecke Dortmund – Holzwickede – Unna – Soest 1855 hielt am 17. Dezember 1860 der erste Zug im neu eröffneten Bahnhof Holzwickede. 1867 wurde eine Gaststätte im Bahnhofsgebäude eingerichtet. Am 1. April 1867 wurde die Strecke nach Hengstey in Betrieb genommen. Danach wurde das Bahnhofsgebäude 1873 und 1899 umgebaut und erweitert.
Im Jahr 1911 wurde die eiserne Fußgängerbrücke durch eine Unterführung ersetzt. 1928 hatte der Bahnhof acht Stellwerke, vier Ablaufberge und 844 Beschäftigte. Am 1. September 1930 wurde die Reichsbahndirektion (RBD) Elberfeld, zu der Holzwickede gehörte, in RBD Wuppertal umbenannt. Nach dem Zweiten Weltkrieg wechselte Holzwickede am 1. Oktober 1945 zur RBD Essen, ab 1951 BD Essen.
1953 wurden das Bahnbetriebswagenwerk und das Bahnbetriebswerk aufgelöst, 1954 die Bahnmeisterei. 1958 wurden der Wasserturm und die Signalbrücke am Bahnhof abgebrochen.

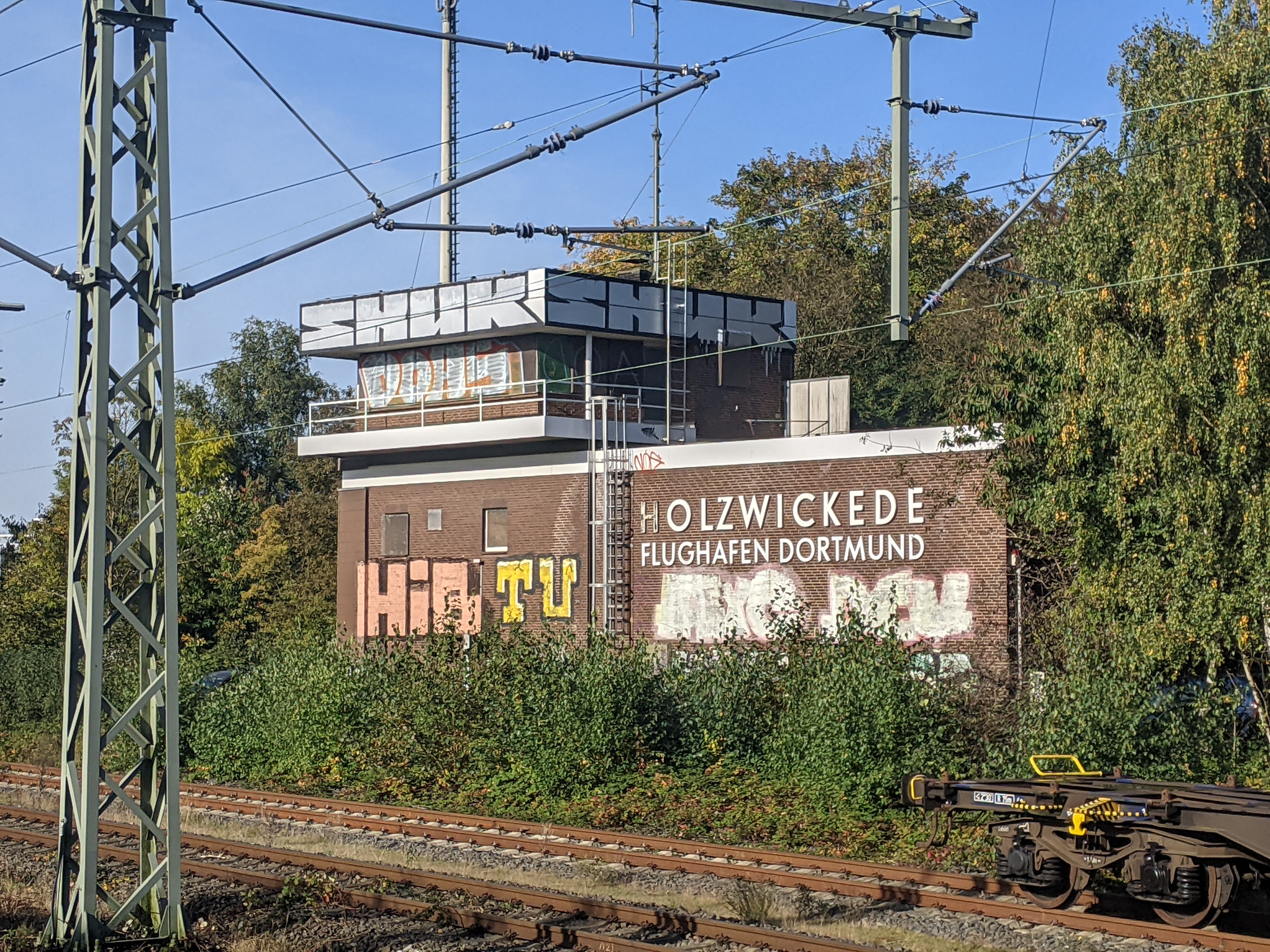
Stellwerk Holzwickede

Von 1963 bis 1964 wurde der Bahnhof im Zuge der Elektrifizierung umgebaut, dabei wurden sämtliche Gleis- und Signalanlagen erneuert. 1978 wurde ein neues zentrales Gleisbildstellwerk errichtet; im selben Jahr wurde der Bahnhof Holzwickede als selbstständige Dienststelle aufgelöst und dem Bahnhof Unna angegliedert. Mit Wirkung vom 1. März 1991 stellte man am Bahnhof den personenbedienten Fahrkartenverkauf ein und verwies die Kunden an den aufgestellten Automaten und die örtliche DB-Agentur. Gleichzeitig wurde die Abfertigung für Expressgut und Gepäck eingestellt, die nun am Bahnhof Unna oder über den Haus-Gepäck-Service der Post zu erledigen war. 1994 wurde das Empfangsgebäude abgerissen. Anschließend wurde ein DB-Pluspunkt errichtet. Seit 2007 wird das Stellwerk aus Hagen ferngesteuert.

## Infrastruktur

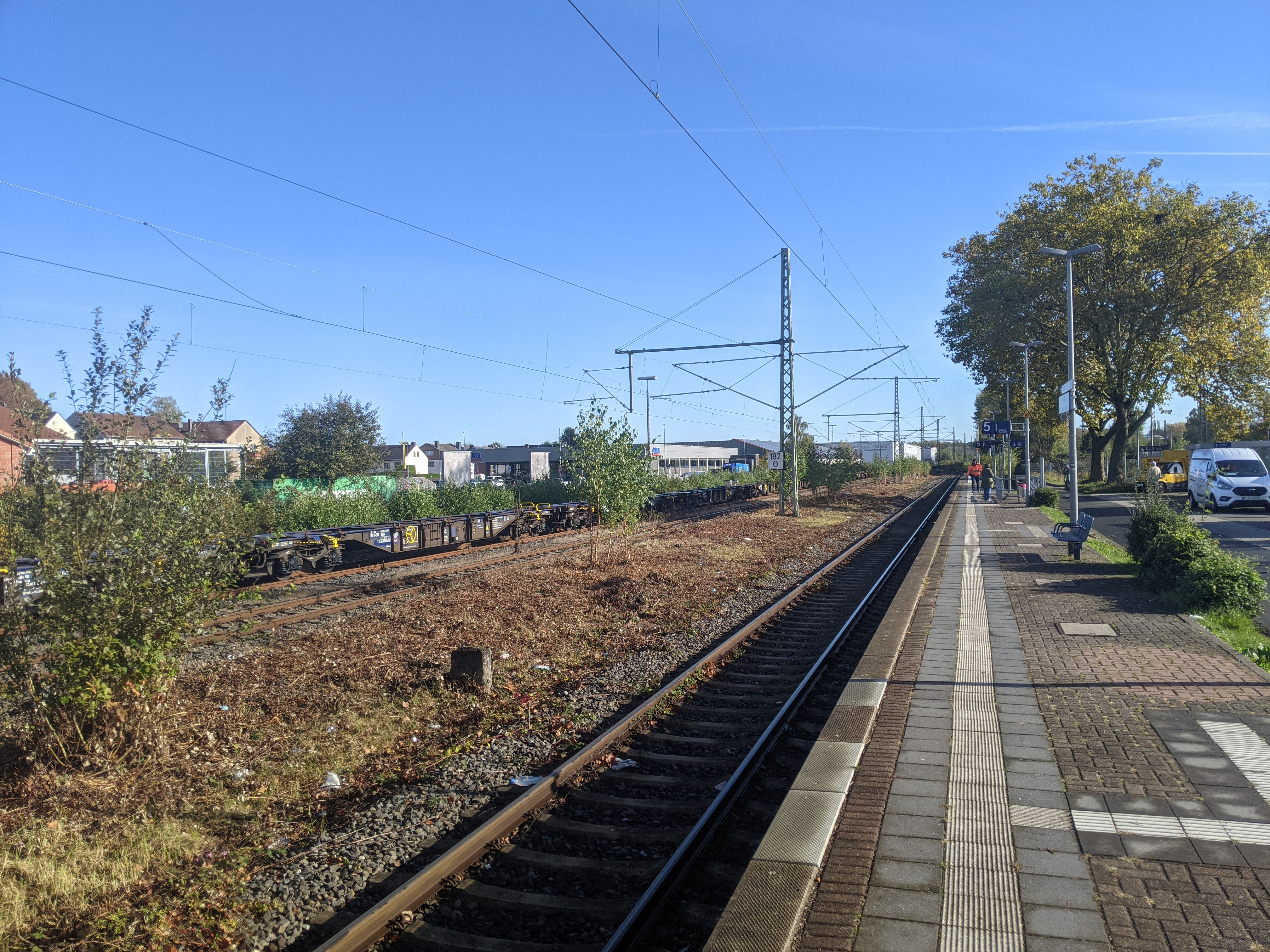
Blick auf die Gleise 5–7, rechts die Bahnhofsinsel

Holzwickede verfügt über vier Gleise mit Bahnsteig und drei Gleise ohne Bahnsteig, davon zwei nördlich und eines südlich der Bahnhofsinsel. Die Gleise 4 und 5 haben je einen Seitenbahnsteig zu Bahnhofsinsel, die Gleise 2 und 3 liegen an einem Mittelbahnsteig. Alle Bahnsteiggleise sind barrierefrei erreichbar. In Richtung Dortmund und Hagen sind die beiden Bahnstrecken zweigleisig, in Richtung Unna sind sie zu einer zweigleisigen Bahnstrecke vereinigt.

## Zuglinien
Der Bahnhof Holzwickede wird von den Regionalexpresslinien RE 7 und RE 13 sowie von der Regionalbahnlinie RB 59 bedient. Es bestehen somit Verbindungen in Richtung Dortmund, Münster, Hagen, Hamm und Soest.
| Linie | Verlauf | Takt                                           |
| ----- | --- | ---------------------------------------------- |
| RE 7  | Rhein-Münsterland-Express: Rheine – Emsdetten – Greven – Münster Hbf – Münster-Hiltrup – Drensteinfurt – Hamm (Westf) Hbf – Bönen – Unna – Holzwickede – Schwerte – Hagen Hbf – Ennepetal (Gevelsberg) – Schwelm – Wuppertal-Oberbarmen – Wuppertal Hbf – Solingen Hbf – Opladen – Köln Messe/Deutz – Köln Hbf – Dormagen – Neuss Hbf – Meerbusch-Osterath – Krefeld-Oppum – Krefeld Hbf Stand: Fahrplanwechsel Dezember 2023 | 60 min                                         |
| RE 13 | Maas-Wupper-Express: Venlo – Kaldenkirchen – Breyell – Boisheim – Dülken – Viersen – Mönchengladbach Hbf – Neuss Hbf – Düsseldorf-Bilk – Düsseldorf Hbf – Wuppertal-Vohwinkel – Wuppertal Hbf – Wuppertal-Barmen – Wuppertal-Oberbarmen – Schwelm – Ennepetal (Gevelsberg) – Hagen Hbf – Schwerte (Ruhr) – Holzwickede – Unna – Bönen – Hamm (Westf) Hbf Stand: Fahrplanwechsel Dezember 2023                                 | 60 min                                         |
| RB 59 | Hellweg-Bahn: Dortmund Hbf – Dortmund Signal-Iduna-Park – Dortmund-Hörde – Dortmund-Aplerbeck – Dortmund-Sölde – Holzwickede – Unna – Lünern – Hemmerde – Werl – Westönnen – Soest Stand: Fahrplanwechsel Dezember 2023 | 30 min (werktags) 60 min (sonn- und feiertags) |

## Buslinien
| Linie | Verlauf                                                                                        |
| ----- | ---------------------------------------------------------------------------------------------- |
| 177   | Holzwickede ECO PORT Ost – Holzwickede ECO PORT West – Holzwickede Bahnhof                     |
| R51   | Haus Opherdicke – Holzwickede BF – Wickede S-Bahnhof – Massen Mittelstraße – Unna Bahnhof      |
| T51   | Haus Opherdicke – Holzwickede Bahnhof – Wickede S-Bahnhof – Massen Mittelstraße – Unna Bahnhof |
| AirS  | Dortmund Flughafen – Holzwickede Bahnhof                                                       |